# Селенат диспрозия(III)
Селенат диспрозия(III) — неорганическое соединение, 
соль диспрозия и селеновой кислоты с формулой Dy2(SeO4)3,
желтые кристаллы,
растворяется в воде,
образует кристаллогидрат.

## Физические свойства
Селенат диспрозия(III) образует желтые кристаллы.
Из водных растворов образует кристаллогидрат состава Dy2(SeO4)3•8H2O, который теряет воду при 200 °С.